# Plinio Antolini
| Odkryte planetoidy: 4 | Odkryte planetoidy: 4 | Odkryte planetoidy: 4 |
| --------------------- | --------------------- | --------------------- |
| (12777) Manuel        | 27 sierpnia 1994      |                       |
| (21308) 1996 XG5      | 2 grudnia 1996        |                       |
| (29356) Giovarduino   | 25 września 1995      |                       |
| (96307) 1996 XT2      | 4 grudnia 1996        |                       |
| 1. 2.                 |                       |                       |

Plinio Antolini (ur. w 1920 w Breonio, zm. w 2012 w Settimo di Pescantina) – włoski astronom amator, z zawodu farmaceuta. Członek Gruppo Italiano Astrometristi zrzeszającej astronomów amatorów poszukiwaczy planetoid. Korzystał z Pleiade Observatory (kod IAU 112).
Odkrył 4 planetoidy (jedną samodzielnie oraz 3 wspólnie z innymi astronomami).